# Open 13 Provence 2017 - Qualificazioni singolare
Le qualificazioni del singolare dell'Open 13 Provence 2017 sono state un torneo di tennis preliminare per accedere alla fase finale della manifestazione. I vincitori dell'ultimo turno sono entrati di diritto nel tabellone principale. In caso di ritiro di uno o più giocatori aventi diritto a questi sono subentrati i lucky loser, ossia i giocatori che hanno perso nell'ultimo turno ma che avevano una classifica più alta rispetto agli altri partecipanti che avevano comunque perso nel turno finale.

## Teste di serie
1. Sergiy Stakhovsky (qualificato)
2. Andrej Rublëv (qualificato)
3. Evgenij Donskoj (qualificato)
4. Norbert Gombos (qualificato)

1. Thomas Fabbiano (ultimo turno)
2. Vincent Millot (ultimo turno)
3. Lukáš Rosol (ultimo turno)
4. Márton Fucsovics (primo turno)

## Qualificati
1. Sergiy Stakhovsky
2. Andrej Rublëv

1. Evgenij Donskoj
2. Norbert Gombos

## Tabellone

### Legenda
| - Q = Qualificato - WC = Wild card - LL = Lucky loser | - ALT = Alternate - SE = Special Exempt - PR = Protected Ranking | - w/o = Walkover - r = Ritirato - d = Squalificato |

### Sezione 1
|  | Primo turno | Primo turno       | Primo turno       | Primo turno | Primo turno |  |  | Ultimo turno | Ultimo turno      | Ultimo turno | Ultimo turno | Ultimo turno |  |
|  |             |                   |                   |             |             |  |  |              |                   |              |              |              |  |
|  | 1           | Sergiy Stakhovsky | Sergiy Stakhovsky | 7           | 6           |  |  |              |                   |              |              |              |  |
|  |             | Steven Diez       | Steven Diez       | 64          | 2           |  |  | 1            | Sergiy Stakhovsky | 3            | 7            | 6            |  |
|  | PR          | Jürgen Melzer     | 6                 | 62          | 3           |  |  | 5            | Thomas Fabbiano   | 6            | 63           | 4            |  |
|  | 5           | Thomas Fabbiano   | 3                 | 7           | 6           |  |  |              |                   |              |              |              |  |

### Sezione 2
|  | Primo turno | Primo turno      | Primo turno | Primo turno | Primo turno |  |  | Ultimo turno | Ultimo turno    | Ultimo turno    | Ultimo turno | Ultimo turno |  |
|  |             |                  |             |             |             |  |  |              |                 |                 |              |              |  |
|  | 2           | Andrej Rublëv    | 2           | 6           | 6           |  |  |              |                 |                 |              |              |  |
|  |             | Jan Šátral       | 6           | 3           | 3           |  |  | 2            | Andrej Rublëv   | Andrej Rublëv   | 6            | 6            |  |
|  |             | Albert Montañés  | 0           | 6           | 6           |  |  |              | Albert Montañés | Albert Montañés | 3            | 2            |  |
|  | 8           | Márton Fucsovics | 6           | 4           | 4           |  |  |              |                 |                 |              |              |  |

### Sezione 3
|  | Primo turno | Primo turno       | Primo turno       | Primo turno | Primo turno |  |  | Ultimo turno | Ultimo turno    | Ultimo turno    | Ultimo turno | Ultimo turno |  |
|  |             |                   |                   |             |             |  |  |              |                 |                 |              |              |  |
|  | 3           | Evgenij Donskoj   | Evgenij Donskoj   | 6           | 6           |  |  |              |                 |                 |              |              |  |
|  | WC          | Maxime Hamou      | Maxime Hamou      | 2           | 1           |  |  | 3            | Evgenij Donskoj | Evgenij Donskoj | 6            | 7            |  |
|  | Alt         | Jonathan Eysseric | Jonathan Eysseric | 3           | 3           |  |  | 7            | Lukáš Rosol     | Lukáš Rosol     | 4            | 64           |  |
|  | 7           | Lukáš Rosol       | Lukáš Rosol       | 6           | 6           |  |  |              |                 |                 |              |              |  |

### Sezione 4
|  | Primo turno | Primo turno         | Primo turno | Primo turno | Primo turno |  |  | Ultimo turno | Ultimo turno   | Ultimo turno   | Ultimo turno | Ultimo turno |  |
|  |             |                     |             |             |             |  |  |              |                |                |              |              |  |
|  | 4           | Norbert Gombos      | 64          | 7           | 6           |  |  |              |                |                |              |              |  |
|  |             | Enrique López-Pérez | 7           | 65          | 4           |  |  | 4            | Norbert Gombos | Norbert Gombos | 7            | 6            |  |
|  | WC          | Maxime Chazal       | 7           | 1           | 4           |  |  | 6            | Vincent Millot | Vincent Millot | 64           | 3            |  |
|  | 6           | Vincent Millot      | 64          | 6           | 6           |  |  |              |                |                |              |              |  |